# Pszenicznik (rejon doliński)
Pszenicznik (ukr. Пшеничники) – wieś na Ukrainie, w  obwodzie iwanofrankiwskim, w rejonie dolińskim.